# Provincia di Avellino
La provincia di Avellino è una provincia italiana della Campania di 394 759 abitanti.
Priva di sbocco al mare, confina a nord-ovest con la provincia di Benevento, a nord-est con la Puglia (provincia di Foggia), a est con la Basilicata (provincia di Potenza), a sud con la provincia di Salerno, a ovest con la città metropolitana di Napoli.
Lo stemma della provincia di Avellino rispecchia fedelmente quello della preesistente provincia di Principato Ultra, di cui Avellino costituiva il capoluogo fin dal 1806. A sua volta il territorio del Principato Ultra (istituito nel XIII secolo sotto forma di giustizierato) corrispondeva in larga parte al distretto storico-geografico dell'Irpinia, pur in assenza di legami diretti tra l'antica tribù sannitica degli Irpini e il duecentesco giustizierato angioino del regno di Napoli.

## Geografia fisica

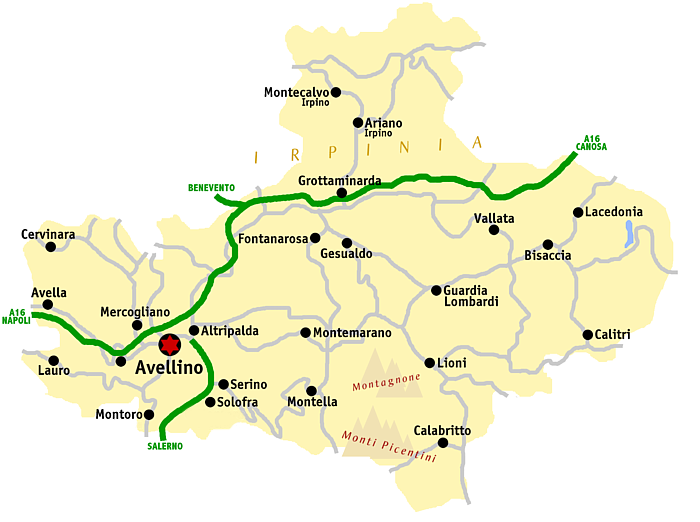
Mappa della Provincia

### Territorio
Il territorio provinciale, ricompreso nell'Appennino campano, si presenta essenzialmente montuoso e collinare, ma non uniforme: i settori settentrionali e orientali si contraddistinguono infatti per la presenza di pianori e rilievi ondulati (di struttura argillosa o arenacea), per la maggior frequenza di borghi in altura (tra cui Trevico, il comune più elevato della regione con i suoi 1090 m s.l.m.) e per la minore piovosità (600-1000 mm annui) rispetto ai settori meridionali e occidentali caratterizzati invece da paesaggi più aspri (con presenza di montagne calcaree di notevole elevazione), dalla maggior frequenza di centri abitati di fondovalle (fin sotto i 100 m s.l.m. nel vallo di Lauro) e da precipitazioni più abbondanti (1000–1800 mm annui), soprattutto nei mesi autunnali e invernali. I monti principali sono:
- Cervialto - 1809 m s.l.m.
- Terminio - 1806 m s.l.m.
- Raiamagra - 1667 m s.l.m.; ospita gli impianti sciistici della località Laceno, nel comune di Bagnoli Irpino.
- Acerone di Avella - 1598 m s.l.m.
- Ciesco Bianco - 1598 m s.l.m.
- Monte Calvello - 1579 m s.l.m.
- Partenio - 1573 m s.l.m.
- Pizzo San Michele - 1567 m s.l.m.
- Vallatrone - 1517 m s.l.m.
- Porca delle Pere - 1506 m s.l.m.
- Montevergine - 1493 m s.l.m.; a circa 1263 m s.l.m. si trova l'omonimo santuario cattolico mariano, tradizionalmente legato alla storia di San Guglielmo.

### Fiumi
Dal monte Accellica sorge il fiume Calore Irpino, uno dei maggiori della regione, che confluisce nel fiume Volturno. Altri corsi d'acqua di rilievo sono i suoi affluenti Sabato e Ufita nonché l'Ofanto (sfociante nel mare Adriatico), il Cervaro (tributario del lago Salso e dello stesso Adriatico), il Miscano (affluente del già citato fiume Ufita) e il Sele (il quale ultimo attraversa però solo per 12 km il territorio provinciale).

### Laghi
Pochissimi sono i laghi naturali: il più importante è il lago Laceno, di origine carsica, una volta molto più vasto, ma che a causa di falle apertesi nel fondo lacustre in seguito al terremoto del 1980 ha diminuito consistentemente la sua dimensione (che aumenta di parecchio solo nel periodo invernale). Un altro laghetto naturale è il Luza Aquafets, situato nell'alta valle del Cervaro in territorio di Greci (l'unico comune di lingua arbëreshe situato all'estremità settentrionale della provincia); l'esistenza del lago di Greci è attestata fin dal 1466.
Di origine artificiale sono invece il lago di Conza e il lago di San Pietro (tra Aquilonia e Monteverde), entrambi creati nella seconda metà XX secolo per mezzo di apposite dighe nel bacino del fiume Ofanto.

## Storia
La provincia di Avellino fu proclamata quale parte del regno d'Italia nel 1860, all'indomani della conquista garibaldina. Tale divisione amministrativa coincideva inizialmente con il territorio della precedente provincia di Principato Ultra (detta anche Principato Ulteriore), quest'ultima appartenente dapprima al regno di Napoli e poi al regno delle Due Sicilie.
L'anno successivo, in vista della creazione della confinante provincia di Benevento, la provincia di Avellino dovette cedere 29 comuni (18 dei quali sottratti al distretto di Avellino, i rimanenti 11 al distretto di Ariano) alla costituenda provincia, ricevendo però in compenso i territori del Baianese-Vallo di Lauro (distaccati dall'allora provincia di Terra di Lavoro), i comuni dei circondari di Montoro e Calabritto (dalla vicina provincia di Principato Citra), nonché il reintegro dalla provincia di Capitanata di molti di quei comuni che il Principato Ultra aveva dovuto cederle nel 1811 quale compensazione per la perdita del contado di Molise. Inoltre, anche il comune di Orsara (che pure in precedenza non aveva fatto parte del Principato Ultra) passò dalla Capitanata alla provincia di Avellino.
Nel 1927 ebbe inizio un nuovo rivolgimento amministrativo: la provincia di Avellino dovette infatti cedere alla provincia di Foggia non soltanto la suddetta Orsara (nel frattempo ridenominata Orsara Dauno-Irpina) ma anche il comune di Accadia, mentre due anni più tardi pure Anzano degli Irpini e Monteleone di Puglia passarono alla medesima provincia pugliese; inoltre, nel 1940 il comune di Rocchetta Sant'Antonio fu anch'esso ceduto alla provincia di Foggia. L'ultima modifica di confine ha riguardato il comune di Sant'Arcangelo Trimonte, fino al 1978 appartenente alla provincia come isola amministrativa all'interno del territorio della provincia di Benevento, quindi passato a quest'ultima.

### Simboli
Stemma

Gonfalone della Provincia

Lo stemma, riconosciuto con decreto del Capo del Governo del 14 marzo 1938, ha la seguente blasonatura:
Gonfalone
Bandiera
La descrizione della bandiera, concessa con D.P.R. del 24 febbraio 2003, è la seguente:

## Turismo
Il territorio provinciale annovera quattro città d'arte, notevoli per la loro rilevanza storico-culturale: Ariano Irpino, Avellino, Mirabella Eclano e Montella.

### Castelli

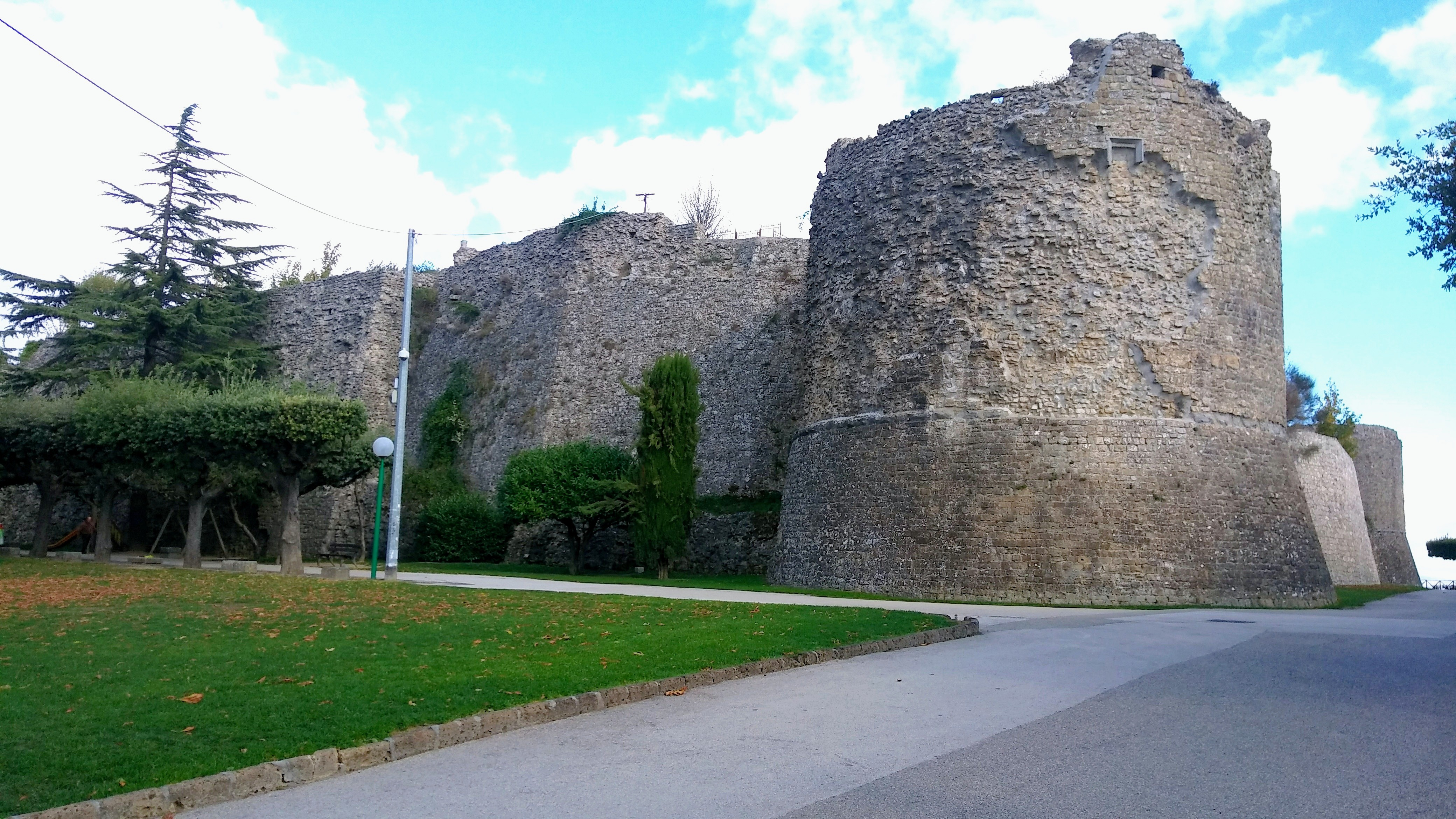
Il castello normanno di Ariano Irpino

Nonostante i frequenti danni provocati dai terremoti e i conseguenti rimaneggiamenti, l'Irpinia è una terra ricca di castelli (oltre 70 nell'ambito del territorio provinciale) poiché nell'alto Medioevo occupava una posizione strategica tra i possedimenti longobardi, bizantini e normanni.

### Monumenti nazionali
Cinque sono i monumenti nazionali della provincia: la basilica cattedrale di Ariano Irpino, il carcere borbonico di Montefusco, il convento di San Francesco a Folloni a Montella, il santuario di Montevergine presso Mercogliano e il palazzo Caracciolo ad Atripalda.

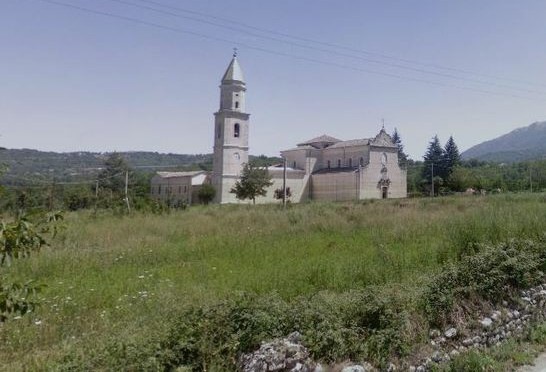
Il convento di San Francesco a Folloni a Montella

### Chiese e luoghi di culto
Ad Atripalda vi è la chiesa madre di Sant'Ippolisto Martire (attestata fin dall'XI secolo da varie fonti, tra le quali la scritta sul sarcofago di San Sabino che attestava l'esistenza di una grotta per i martiri) d'epoca tardo-paleocristiana, al cui interno è custodito lo specus martyrum, una catacomba destinata ai martiri avellinesi.
Presso Ariano Irpino,  nel tardo medioevo furono fondati il santuario di San Liberatore, su un colle interamente rivestito di oliveti, e il santuario della Madonna di Valleluogo, in una vallata ricca di alberi secolari; quest'ultimo venne eretto dopo che la Madonna era apparsa a una pastorella nelle adiacenze di un mulino ad acqua, tuttora esistente e visitabile.

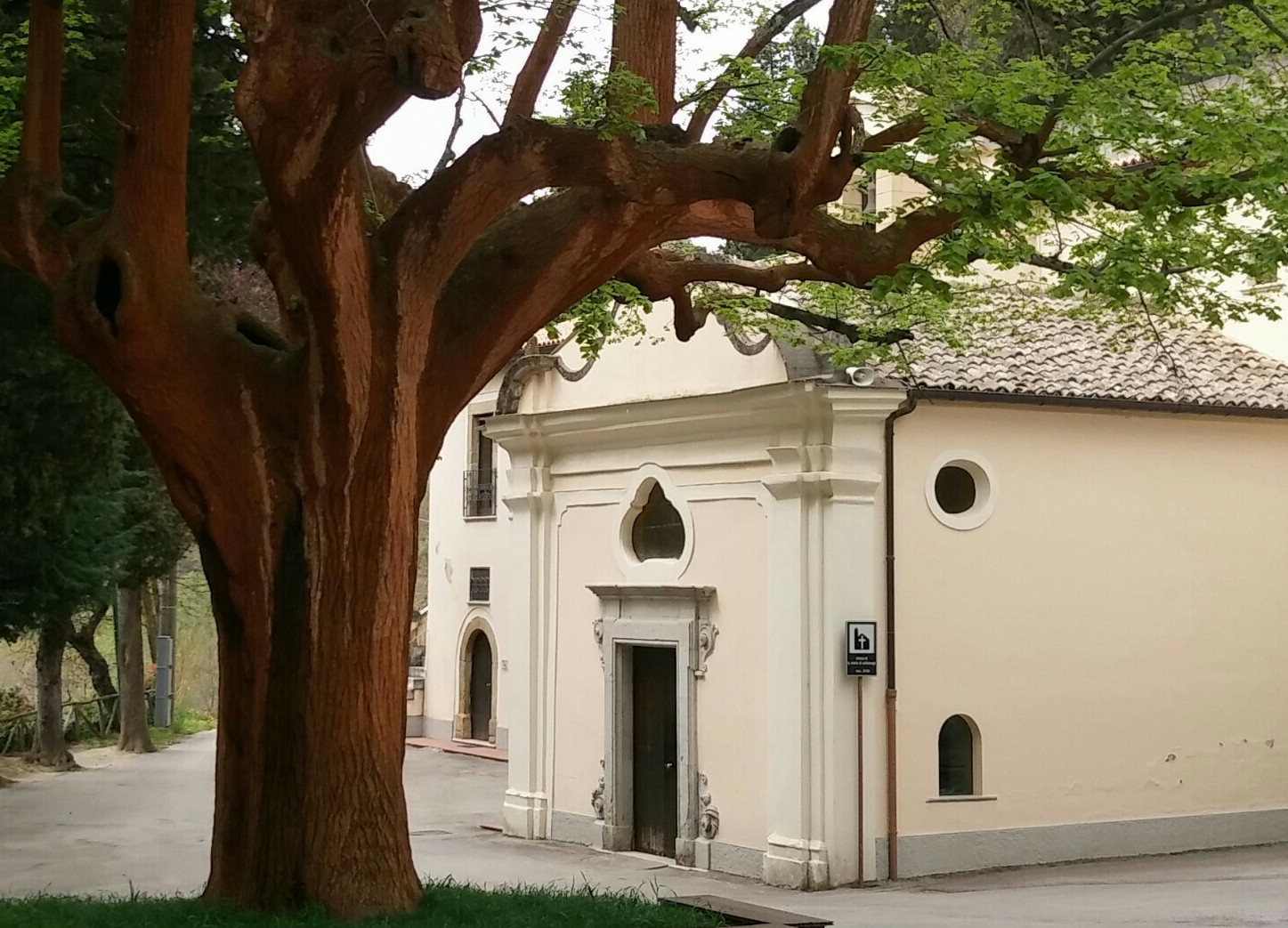
Il santuario di Valleluogo

A Solofra è da visitare la collegiata di San Michele Arcangelo. Esso è il luogo di culto principale della città, in stile barocco, il cui soffitto è decorato dalle tele caravaggesche di Francesco Guarini, pittore nato a Solofra, e del padre Giovan Tommaso. Le tele sono inserite in un cassettonato ligneo, intagliato dalla stessa bottega del pittore. Nella collegiata sono presenti anche altre opere, tra cui l'organo cinquecentesco, la pala d'altare del Lama e le numerose sculture in legno di Giacomo Colombo, portate in processione durante la festa dedicata all'Arcangelo che si svolge in giugno.
A Materdomini di Caposele vi è il santuario dedicato a san Gerardo Maiella, patrono delle mamme e dei bambini, meta di pellegrinaggio. Sempre nello stesso comune degne di nota sono le sorgenti del fiume Sele e la chiesa madre di San Lorenzo.
Nel comune di Gesualdo si citano: la chiesa madre di San Nicola, in stile barocco, che, oltre alla tela seicentesca del "Miracolo della Madonna della Neve" commissionata dal principe Carlo Gesualdo e alla reliquia del braccio di Sant'Andrea, conserva altari in marmo policromo e statue lignee settecentesche;
il cappellone, o chiesa del SS. Sacramento, singolare struttura architettonica; la chiesa del SS. Rosario, che fa da sfondo alla secolare tradizione del Volo dell'Angelo; la chiesa di Maria SS. Addolorata, con l'organo a canne settecentesco collocato sulla cantoria e il ciclo di pitture, ad opera della pittrice contemporanea francese Kathy Toma, che dal 2002 decora il catino dell'abside;
il complesso conventuale dei frati Cappuccini, che conserva la pala del "Perdono di Carlo Gesualdo" del 1609, opera di Giovanni Balducci, e che ha ospitato nel 1909 il giovane Pio da Pietrelcina come studente di teologia.
A Mugnano del Cardinale è assai venerata santa Filomena nell'omonimo santuario. Fatto costruire nel 1641, esso conserva le spoglie mortali della martire Filomena, le sue reliquie e quelle di tanti altri martiri. Degni di apprezzamento sono gli affreschi su legno del soffitto di questo santuario.
A Pietradefusi vi è la collegiata di Santa Maria Assunta al cui interno è presente anche un cappellone dove ha sede il santuario di Maria SS. dell'Arco patrona di Pietradefusi e del circondario.
A Torre Le Nocelle è presente il santuario dedicato a san Ciriaco Diacono e Martire, il maggiore in Italia dove si pratica anche l'esorcismo.
Presso Morra De Sanctis è presente il santuario dedicato a Santa Lucia, nell'omonima contrada. Il 13 dicembre di ogni anno, durante la festa in onore della santa, viene celebrata una fiaccolata intorno al santuario in cui viene trasportata la sua statua.

### Musei
Alcuni musei provinciali fanno parte del Sistema Museale Irpino. Essi sono: il museo irpino di Avellino, il museo civico di Villa Amendola di Avellino, il museo civico della ceramica di Ariano Irpino, il museo etnografico Beniamino Tartaglia di Aquilonia, il museo delle produzioni artistiche e dell'artigianato popolare di Fontanarosa e il museo del lavoro e della vecchia ramiera di San Potito Ultra.

#### Musei di Avellino
- Il Museo archeologico provinciale irpino, espone una serie di reperti archeologici ritrovati nel territorio della provincia;
- il Museo d'arte, l'unico museo in Irpinia dedicato all'arte moderna e all'arte contemporanea[13][14];
- la Pinacoteca provinciale (con dipinti dell'Ottocento di autori irpini) sita all'interno del carcere borbonico.

#### Musei di Ariano Irpino

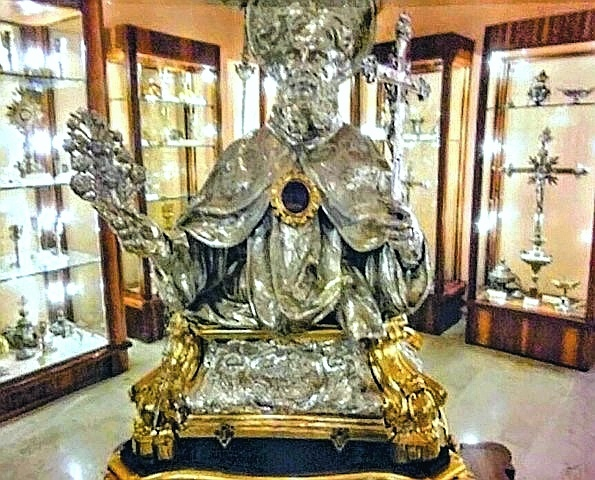
Museo degli argenti (Ariano Irpino)

- il Museo degli argenti con antiche reliquie, fra cui una teca contenente due spine della corona di Cristo;
- il Museo civico e della ceramica, con reperti storici e una vasta collezione della maiolica arianese;
- il Museo della civiltà normanna, in memoria della Grancontea di Ariano (il più antico dominio normanno in terra italiana) e delle Assise di Ariano del 1140-1142 (le prime costituzioni del Regno di Sicilia);
- il Museo archeologico nazionale, con reperti neolitici, sannitici e romani provenienti dalla valle del Miscano;
- Biogeo, il museo della storia della vita e della Terra, situato all'interno del centro di ricerche biologiche Biogem;
- il Museo diocesano, ricco di paramenti liturgici provenienti dalla diocesi di Ariano Irpino-Lacedonia;
- il Museo Giuseppina Arcucci, dedicato alla fondatrice della congregazione delle suore dello Spirito Santo.

#### Altri musei della provincia
- Museo archeologico di Carife, inerente alle civiltà preromane della Baronia[15]
- Museo civico archeologico di Bisaccia, ubicato nel complesso del castello cucale[16]
- Museo della ceramica di Calitri
- Museo delle tecnologie, della cultura e della civiltà contadina dell'Alta Irpinia, a Guardia Lombardi[17]
- Museo di arte sacra, di Mirabella Eclano
- Museo diocesano d'arte sacra di Nusco[18]
- Museo di San Francesco dei frati minori, tra Montella e Bagnoli Irpino[19]
- Museo etnografico della civiltà contadina "Beniamino Tartaglia"[20] di Aquilonia

### Artigianato
In ambito provinciale assumono notevole rilievo gli arazzi di Bisaccia, il tombolo di Santa Paolina, il marmo rosa di Fontanarosa, il ferro e il rame (lavorati un po' in tutta la provincia), nonché la ceramica di Ariano Irpino e Calitri.

### Aree archeologiche

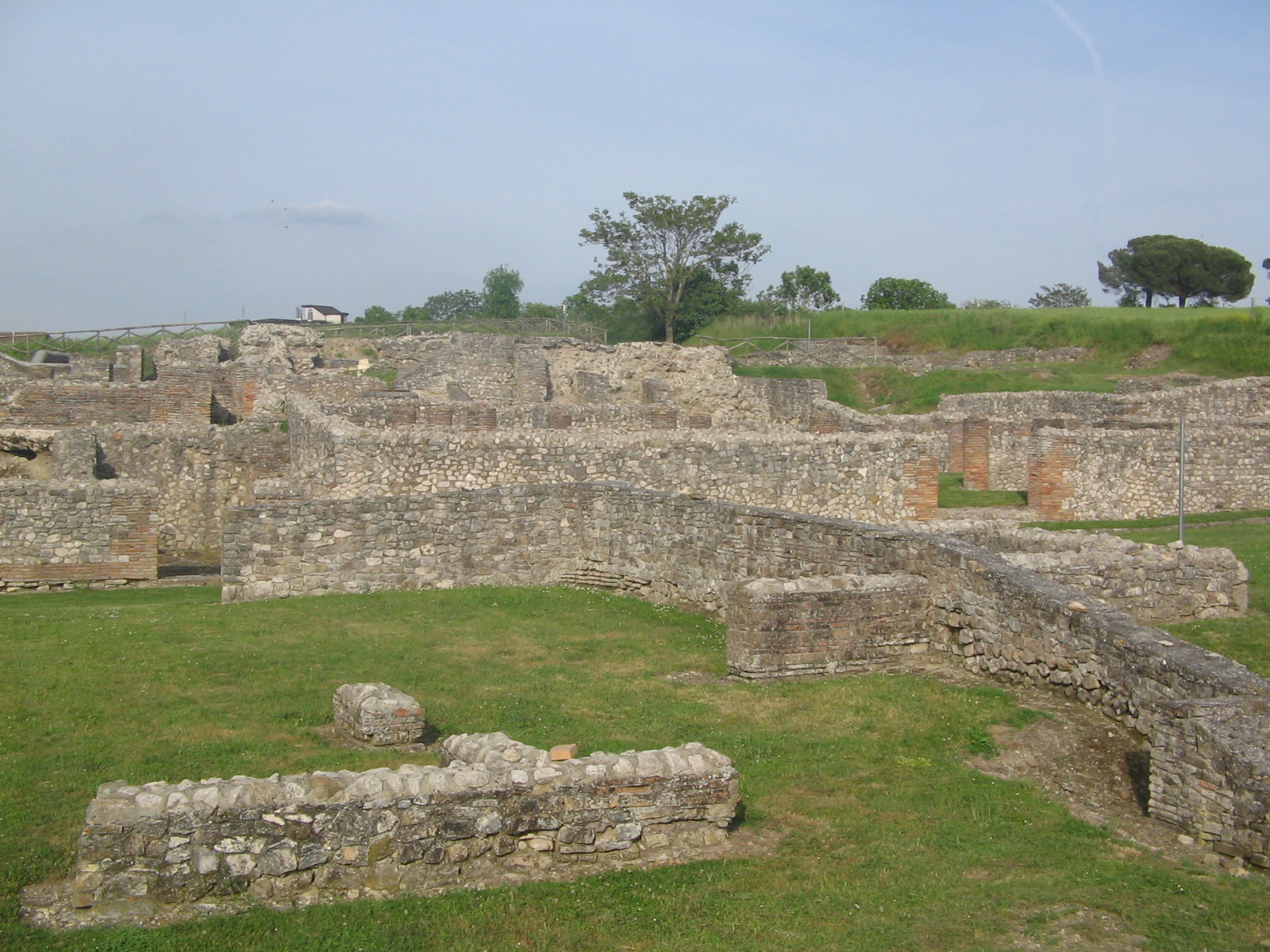
Rovine della città romana di Aeclanum

Il più antico insediamento della provincia e dell'intera Campania è costituito dal villaggio neolitico de La Starza (Ariano Irpino), situato nella valle del Miscano e popolato ininterrottamente dal VI al I millennio a.C. L'area archeologica di Carife rappresenta invece la principale necropoli di epoca sannitica (V-IV secolo a.C.).
I siti archeologici di età romana insistenti sul territorio provinciale sono Abella (l'attuale Avella), Abellinum (presso Atripalda), Aeclanum (presso Mirabella Eclano), Aequum Tuticum (a nord di Ariano Irpino), Aquilonia (Lacedonia), Compsa (presso Conza della Campania) e Forum Aemilii (a valle di Flumeri).

### Turismo invernale

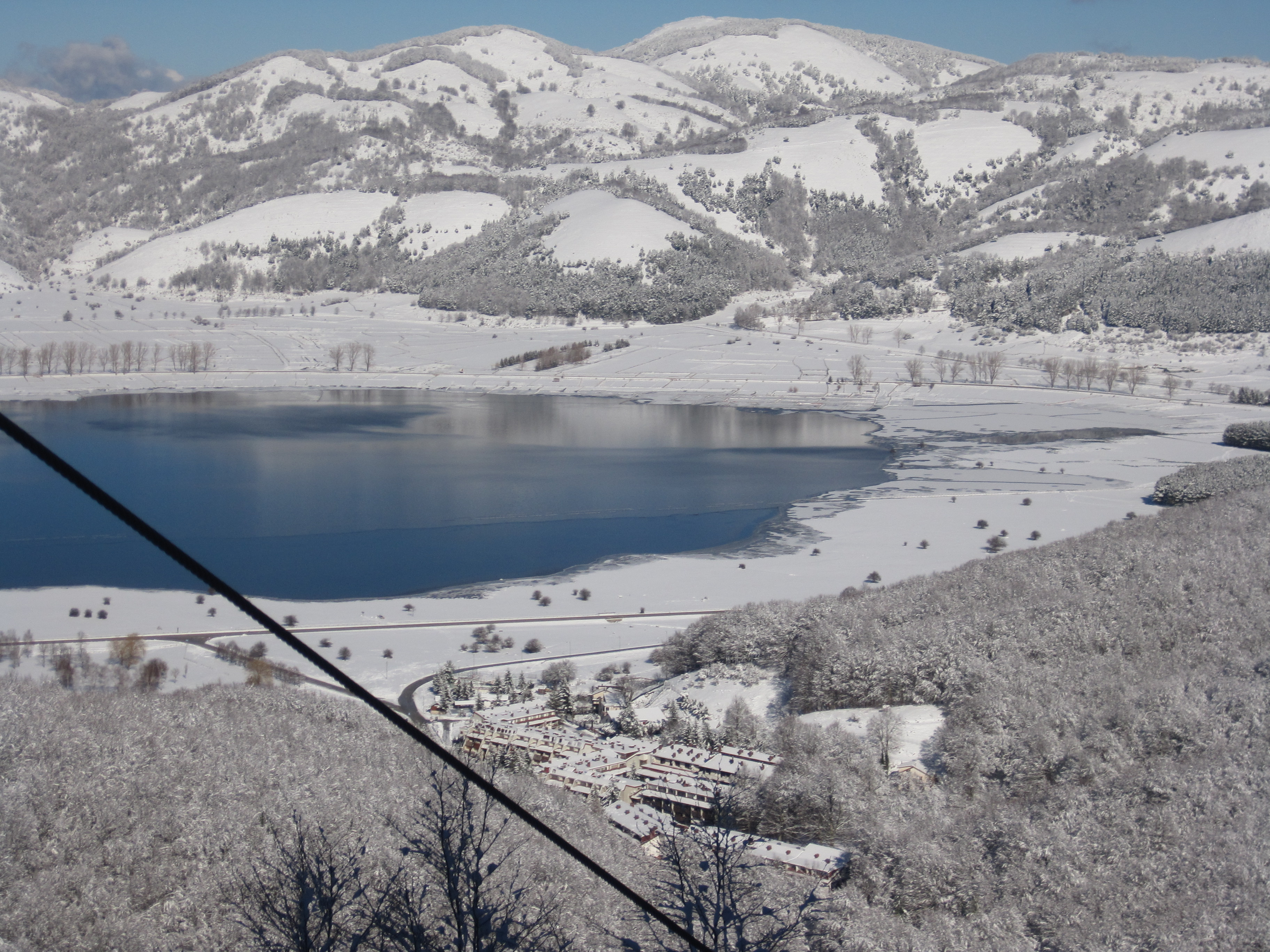
Veduta invernale dell'altopiano del Laceno

Il turismo invernale si concentra principalmente nel territorio del comune di Bagnoli Irpino, che nella frazione Laceno (1100 m s.l.m.), ospita un comprensorio sciistico, con impianti di risalita e 25 km di piste, servite anche da innevamento artificiale. Gli impianti e le piste sono però fuori esercizio a decorrere dal 2017, benché la località disponga di strutture ricettive, aree campeggio e attrezzature per il turismo. Inoltre, il territorio presenta un notevole fenomeno carsico che dà vita a diversi tragitti sotterranei, meta anche di speleologi. Le grotte del Caliendo ne sono la testimonianza maggiore.
Altro luogo a vocazione turistica invernale è il Monte Terminio, ove però non sono presenti impianti sciistici né piste.

### Prodotti tipici

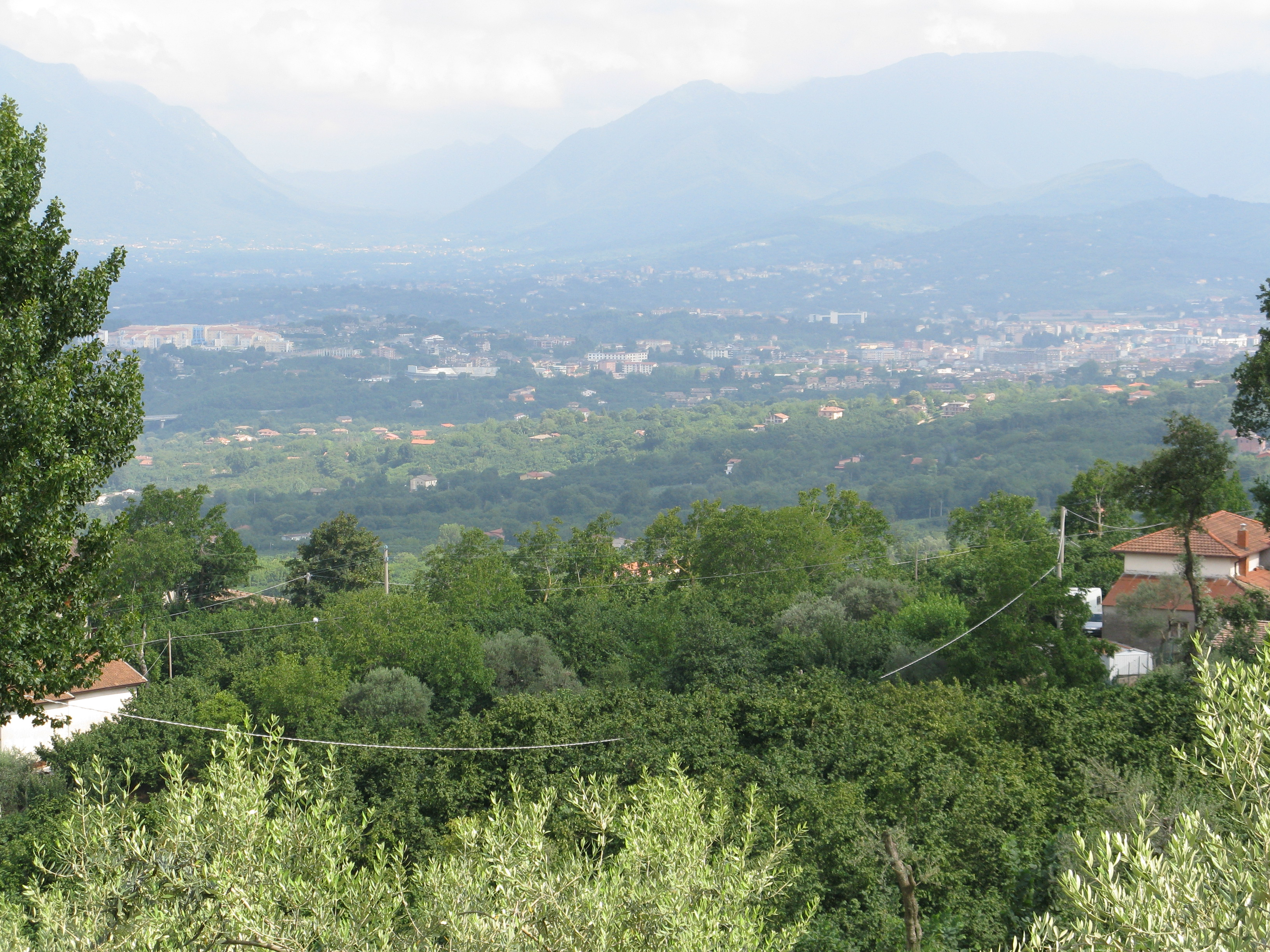
Paesaggio con visuale sulla città di Avellino

Grande attrattiva turistica della zona è la famosa cucina irpina. I prodotti principali sono:
- Il caciocchiato, formaggio tipico di Ariano Irpino.
- La castagna di Montella IGP, da cui derivano dolci e marmellate.
- La castagna di Trevico PAT, destinata alle caldarroste e alla conservazione naturale.
- La cipolla Ramata di Montoro
- Il fungo porcino di Bagnoli Irpino
- La nocciola di Avella e del Vallo di Lauro, esportata anche al nord-Italia
- L'olio extravergine d'oliva della cultivar ravece DOP Irpinia - Colline dell'Ufita
- Il pane di Calitri
- Il pane di Montecalvo
- La patata di Trevico
- Il pecorino di Carmasciano
- Il prosciutto di Trevico (PAT)
- Il prosciutto di Venticano (PAT)
- Il salame di Mugnano
- Il tartufo nero di Bagnoli Irpino
- Il torrone di Dentecane, Grottaminarda e Ospedaletto d'Alpinolo
- I trilli, un particolare tipo di pasta casereccia esclusivo della Baronia, fregiantisi del marchio PAT[22]
- La produzione di vini quali il Fiano di Avellino, il Taurasi, il Greco di Tufo, l'Aglianico, il Coda di Volpe, tutti dotati di marchi DOC, DOCG e IGT.

## Industria
L'apparato industriale è un settore importante per il moderno sistema economico avellinese che dispone di diversi nuclei industriali impiantati nella periferia est della città capoluogo: a Pianodardine, Prata di Principato Ultra e Pratola Serra. Anche in altre aree della provincia l'apparato industriale è significativo grazie alle aree industriali di Conza della Campania, Nusco, Lioni, Sant'Angelo dei Lombardi, Morra De Sanctis, Flumeri e Luogosano. Solofra è invece un polo della lavorazione delle pelli, in special modo quelle ovi-caprine.

## Assistenza sanitaria
Il territorio provinciale è interamente servito dall'ASL di Avellino ed è suddiviso nei sei distretti sanitari di Ariano Irpino (DS 01), Monteforte Irpino (DS 02), Sant'Angelo dei Lombardi (DS 03), Avellino (DS 04), Atripalda (DS 05) e Baiano (DS 06). L'assistenza sul territorio è assicurata dall'ospedale Sant'Ottone Frangipane di Ariano Irpino e dall'ospedale Criscuoli-Frieri di Sant'Angelo dei Lombardi, oltre che dall'azienda ospedaliera San Giuseppe Moscati cui fanno capo i due plessi di Avellino e Solofra.

## Qualità della vita
| Anno | Qualità della Vita (Il Sole 24 Ore) | Qualità della Vita (Italia Oggi) | Rapporto Ecosistema Urbano (Legambiente) |
| ---- | ----------------------------------- | -------------------------------- | ---------------------------------------- |
| 2004 | 89ª (- 1)                           | 61ª (+ 12)                       | 80ª                                      |
| 2005 | 85ª (+ 4)                           | 86ª (- 25)                       | 82ª (-2)                                 |
| 2006 | 77ª (+ 8)                           | 69ª (+ 17)                       | 42ª (+ 40)                               |
| 2007 | 87ª (- 10)                          | 74ª (- 5)                        | 34ª (+ 8)                                |
| 2008 | 83ª (+ 4)                           | 96ª (- 22)                       | 45ª (- 11)                               |
| 2009 | 93ª (- 10)                          | 78ª (+ 18)                       | 82ª (- 37)                               |
| 2010 | 91ª (+ 2)                           | 83ª (- 5)                        | 29ª (+ 51)                               |
| 2011 | 92ª (- 1)                           | 86ª (-3)                         | 15ª (città piccole)                      |
| 2012 | 93ª (- 1)                           | 93ª (- 7)                        | 26ª (città piccole, -11)                 |
| 2013 | 94ª (- 1)                           | 90ª (+ 3)                        | 28ª (città piccole, -2)                  |
| 2014 | 87ª (+ 7)                           | 58ª (+ 32)                       | 39ª                                      |
| 2015 | 81 (+ 6)                            | 84ª (- 26)                       | 29ª (+ 10)                               |
| 2016 | 93 (- 12)                           | 92ª (- 8)                        | 42ª (- 13)                               |
| 2017 | 102 (- 9)                           | 82ª (+ 10)                       | 43ª (- 1)                                |
| 2018 | 90 (+ 12)                           | 105ª (- 23)                      | 76ª (- 33)                               |
| 2019 | 94ª (- 4)                           | 83ª (+ 22)                       | 65ª (+ 11)                               |
| 2020 | 84ª (+ 10)                          | 70ª (+ 13)                       | 31ª (+ 34)                               |
| 2021 | 93ª (- 9)                           | 76ª (- 6)                        | 74ª (- 43)                               |
| 2022 | 84ª (+ 9)                           | 83ª (- 7)                        | 69ª (+ 5)                                |

Nel rapporto di Unioncamere del 2007, la Provincia di Avellino risultava essere la più ricca della Campania, con un PIL per abitante che ammontava a quasi 19 000 euro. Per il 2010 il valore del reddito disponibile pro capite era pari a 11.861 euro, risultando al 98º posto tra le 107 province analizzate. Secondo i dati de Il Sole 24 Ore relativi all'anno 2012, il valore aggiunto pro capite era pari a 15.077,34 euro.
Nel rapporto 2014 sulla qualità della vita de Il Sole 24 Ore, la provincia di Avellino si è classificata in seconda posizione in Campania e all'87ª generale, preceduta da Benevento (84º posto). Dal rapporto 2013, nonostante il 94º posto generale, la provincia è risultata essere tra le più sicure d'Italia in merito a ordine pubblico (36º posto su 107 province, basata su dati 2012).

## Comuni
Appartengono alla provincia di Avellino i seguenti 118 comuni:
- Aiello del Sabato
- Altavilla Irpina
- Andretta
- Aquilonia
- Ariano Irpino
- Atripalda
- Avella
- Avellino
- Bagnoli Irpino
- Baiano
- Bisaccia
- Bonito
- Cairano
- Calabritto
- Calitri
- Candida
- Caposele
- Capriglia Irpina
- Carife
- Casalbore
- Cassano Irpino
- Castel Baronia
- Castelfranci
- Castelvetere sul Calore
- Cervinara
- Cesinali
- Chianche
- Chiusano di San Domenico
- Contrada
- Conza della Campania
- Domicella
- Flumeri
- Fontanarosa
- Forino
- Frigento
- Gesualdo
- Greci
- Grottaminarda
- Grottolella
- Guardia Lombardi
- Lacedonia
- Lapio
- Lauro
- Lioni
- Luogosano
- Manocalzati
- Marzano di Nola
- Melito Irpino
- Mercogliano
- Mirabella Eclano
- Montaguto
- Montecalvo Irpino
- Montefalcione
- Monteforte Irpino
- Montefredane
- Montefusco
- Montella
- Montemarano
- Montemiletto
- Monteverde
- Montoro
- Morra De Sanctis
- Moschiano
- Mugnano del Cardinale
- Nusco
- Ospedaletto d'Alpinolo
- Pago del Vallo di Lauro
- Parolise
- Paternopoli
- Petruro Irpino
- Pietradefusi
- Pietrastornina
- Prata di Principato Ultra
- Pratola Serra
- Quadrelle
- Quindici
- Rocca San Felice
- Roccabascerana
- Rotondi
- Salza Irpina
- San Mango sul Calore
- San Martino Valle Caudina
- San Michele di Serino
- San Nicola Baronia
- San Potito Ultra
- San Sossio Baronia
- Sant'Andrea di Conza
- Sant'Angelo a Scala
- Sant'Angelo all'Esca
- Sant'Angelo dei Lombardi
- Santa Lucia di Serino
- Santa Paolina
- Santo Stefano del Sole
- Savignano Irpino
- Scampitella
- Senerchia
- Serino
- Sirignano
- Solofra
- Sorbo Serpico
- Sperone
- Sturno
- Summonte
- Taurano
- Taurasi
- Teora
- Torella dei Lombardi
- Torre Le Nocelle
- Torrioni
- Trevico
- Tufo
- Vallata
- Vallesaccarda
- Venticano
- Villamaina
- Villanova del Battista
- Volturara Irpina
- Zungoli

### Comuni più popolosi
| Pos. | Stemma | Comune        | Abitanti (30 novembre 2024) | Superficie (km²) | Altitudine (m s.l.m.) |
| ---- | ------ | ------------- | --------------------------- | ---------------- | --------------------- |
| 1º   |        | Avellino      | 51 910                      | 30,55            | 348                   |
| 2º   |        | Ariano Irpino | 20 690                      | 186,74           | 788                   |
| 3º   |        | Montoro       | 19 424                      | 40,14            | 190                   |

### Comuni meno popolosi
| Pos. | Stemma | Comune         | Abitanti (30 novembre 2024) | Superficie (km²) | Altitudine (m s.l.m.) |
| ---- | ------ | -------------- | --------------------------- | ---------------- | --------------------- |
| 1º   |        | Cairano        | 288                         | 13,83            | 770                   |
| 2º   |        | Petruro Irpino | 301                         | 3,11             | 500                   |
| 3º   |        | Montaguto      | 332                         | 18,38            | 730                   |

## Minoranze etno-linguistiche

### Minoranze linguistiche storiche
L'unica minoranza linguistica ufficialmente riconosciuta in provincia e nell'intera regione è costituita dagli albanesi (arbëreshë) stanziati a Greci, il comune più settentrionale della provincia, fin dal XV secolo.

### Etnie e minoranze straniere
In provincia di Avellino al 31 dicembre 2020 sono residenti 13.344 cittadini stranieri, provenienti da 127 stati diversi. Le comunità con almeno 100 componenti sono quelle di:
- Romania (3552)
- Ucraina (2102)
- Marocco (1147)
- Bulgaria (762)
- Polonia (530)
- Cina (493)
- Albania (459)
- Nigeria (457)
- India (337)
- Senegal (278)
- Gambia (256)
- Pakistan (207)
- Russia (182)
- Bangladesh (171)
- Mali (168)
- Venezuela (161)
- Costa d'Avorio (125)
- Brasile (118)
- Sri Lanka (118)
- Tunisia (103)

## Infrastrutture e trasporti

### Ferrovie

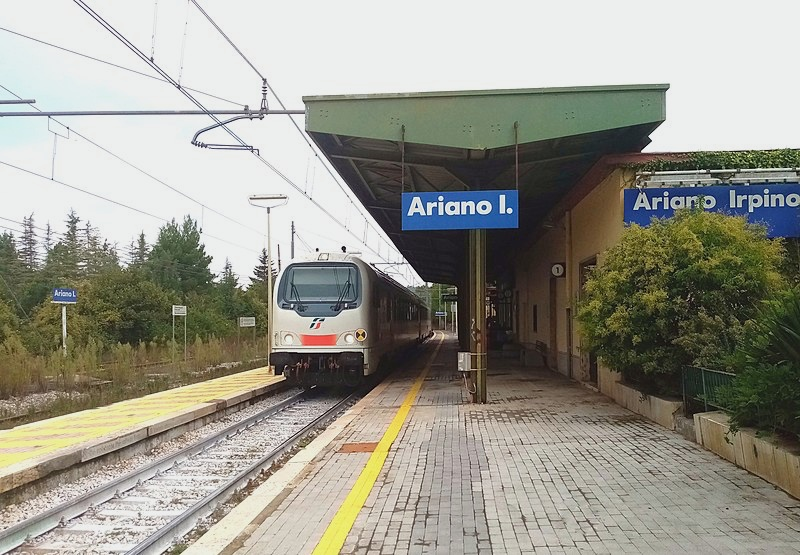
Un treno InterCity Roma-Bari mentre effettua fermata nella stazione di Ariano Irpino, l'unica in provincia ad essere servita da relazioni a medio-lunga percorrenza

Il territorio provinciale è interessato da una sola linea fondamentale (la ferrovia Napoli-Foggia, con l'unica stazione di Ariano Irpino effettivamente operativa) e da cinque linee di importanza regionale: la Cancello-Avellino (passante per la valle Solofrana), la Avellino-Benevento (nella valle del Sabato), la Benevento-Cancello (instradata via Valle Caudina), la Napoli-Baiano (lungo la valle del Clanio) e la tortuosa Avellino-Rocchetta; quest'ultima, definitivamente chiusa al traffico regolare fin dal 2010, è saltuariamente adibita ad uso turistico.
Tutte le linee esistenti in provincia sono elettrificate o in fase di elettrificazione (ad eccezione dell'Avellino-Rocchetta), ma tutte dispongono di un	semplice binario; tuttavia in valle Ufita (nello stesso territorio comunale di Ariano Irpino) è in fase di costruzione una nuova stazione ferroviaria comprensoriale lungo un tracciato rettificato ed elettrificato Napoli-Foggia-Bari a doppio binario e ad alta capacità.

### Strade

#### Autostrade
L'autostrada A16 Napoli-Canosa (strada europea E842) percorre longitudinalmente l'intera provincia con sette svincoli e due raccordi:
- Baiano
- Avellino Ovest (in territorio di Mercogliano)
- Avellino Est (in territorio di Manocalzati), ove si interseca con il raccordo autostradale 2, la strada statale 7 Via Appia e la strada statale 7 bis di Terra di Lavoro
- Benevento (in territorio di Venticano)
- Grottaminarda, ove si interseca con la strada statale 90 delle Puglie che conduce ad Ariano Irpino e Foggia
- Vallata
- Lacedonia

Il raccordo autostradale 2 (strada europea E841) collega la città di Atripalda (alle porte di Avellino) con Fisciano, nei pressi dell'Università degli studi di Salerno, all'altezza dell'intersezione con le autostrade A2 del Mediterraneo e A30. All'interno del territorio provinciale vi sono gli svincoli di Serino, Solofra e Montoro nord e Montoro sud.
Il raccordo autostradale 9, che congiunge l'A16 alla città di Benevento si sviluppa nel territorio provinciale soltanto nei chilometri iniziali, precisamente nel tenimento di Venticano.

#### Strade statali
Le strade statali presenti nella provincia di Avellino sono le seguenti:
Strada statale 7 Via Appia: il tratto riguardante la provincia è quello che percorre la Valle Caudina e, dopo aver toccato Benevento, attraversa i territori di Venticano, Montemiletto, Pratola Serra, fino a giungere a Manocalzati, nei pressi nello svincolo "Avellino est" dell'autostrada A16. Da questo punto in poi, la strada è popolarmente conosciuta con l'appellativo di Ofantina, costeggiando, tra gli altri, i paesi di Volturara Irpina, Montella, Bagnoli Irpino, Lioni, Teora e Sant'Andrea di Conza, fino a sconfinare in Basilicata
Strada statale 7bis di Terra di Lavoro: è una diramazione della strada statale 7 Via Appia, dalla quale si distacca nel territorio di Capua per poter entrare a Napoli e poi dirigersi ad Avellino, attraversando i comuni avellinesi di Avella, Sperone, Baiano, Sirignano, Mugnano del Cardinale, Monteforte Irpino, Mercogliano. Dalla frazione Torrette parte il tratto che viene comunemente definito variante di Avellino, che si incrocia con il raccordo autostradale 2 e, infine, si ricongiunge alla strada statale 7 Via Appia nel comune di Manocalzati, nei pressi del casello "Avellino est" dell'A16.
Strada statale 90 delle Puglie: parte da Venticano, all'altezza della strada statale 7 Via Appia e si conclude a Foggia. Attraversa i comuni di Mirabella Eclano, Grottaminarda, Ariano Irpino, Savignano Irpino, Greci e Montaguto, questi ultimi tre situati nella valle del Cervaro. La strada statale 90 delle Puglie possiede tre diramazioni: la strada statale 90 bis (proveniente da Benevento e passante per Casalbore, nella valle del Miscano), la strada statale 90 dir (diretta verso l'area industriale di Flumeri, nella valle dell'Ufita) e la strada statale 90 var (posta al servizio del casello "Grottaminarda" dell'A16, nella stessa valle dell'Ufita).
Strada statale 303 del Formicoso: ha origine dalla strada statale 90 delle Puglie, in territorio di Mirabella Eclano, costeggia Gesualdo e Frigento, terminando la sua corsa con l'innesto nella strada statale 425 di Sant'Angelo dei Lombardi, presso Guardia Lombardi.
Strada statale 400 di Castelvetere: il suo principio e la sua fine corrispondono, rispettivamente, con l'innesto della strada statale 425 di Sant'Angelo dei Lombardi (presso Sant'Angelo dei Lombardi) e con quello della strada statale 7 Via Appia (in territorio di Lioni). Misura circa 7 km.
Strada statale 401 dell'Alto Ofanto e del Vulture: mezzo chilometro, dal confine con la Basilicata all'innesto della Strada statale 7 Via Appia a Sant'Andrea di Conza.
Strada statale 425 di Sant'Angelo dei Lombardi: parte da quest'ultimo paese, raggiungendo Rocca San Felice e Guardia Lombardi, dove si inserisce nella strada statale 303 del Formicoso.
Strada statale 691 Fondo Valle Sele: Ha origine dallo svincolo "Contursi Terme - Postiglione" dell'autostrada A3 Napoli-Reggio Calabria e sfocia nella strada statale 7 Via Appia presso Lioni. Presenta uscite nei comuni di Calabritto, Caposele e Teora.

#### Strade provinciali
La provincia di Avellino gestisce, oltre alle strade provinciali propriamente dette, anche alcune ex-strade statali declassate a strade regionali, dopo che la regione Campania ha a sua volta provveduto a trasferire le proprie competenze all'ente provincia.

## Cultura

### Laceno d'oro
Il Laceno d'oro - Festival del cinema neorealistico è stato un festival cinematografico fondato nel 1959 da Camillo Marino e Giacomo D'Onofrio, chiamato così dal nome della località Laceno, frazione di Bagnoli Irpino, dove si svolsero le prime edizioni.

### Le due culture
Il meeting Le due culture, organizzato nella prima decade di settembre dal centro di ricerche Biogem di Ariano Irpino (inaugurato nel 2006 alla presenza del premio Nobel Rita Levi-Montalcini), si propone di raggiungere un punto d'incontro tra il sapere umanistico e quello scientifico; vi prendono parte ogni anno insigni studiosi e premi Nobel.

## Sport

### U.S. Avellino 1912
Dalla stagione calcistica 2025/2026 la Provincia di Avellino è il main sponsor della Unione Sportiva Avellino 1912. "Paesaggi di vini" è il claim che promuove l'Irpinia in tutte le città d'Italia collegate alla cadetteria.